# Amy Goodman
Amy Goodman (Bay Shore, 13 aprile 1957) è una giornalista, editorialista e attivista statunitense.

## Biografia
Amy Goodman è nata a Bay Shore (New York) da genitori ebrei laici attivi in gruppi di azione sociale. Il padre George Goodman era un oculista, mentre la madre, Dorothy Goodman, un insegnante di lettere e assistente sociale. Ha due fratelli, David e Steven. Il nonno materno era un rabbino ortodosso, mentre la nonna materna era un'immigrata ucraina.
Cresciuta a New York, Amy ha studiato per un anno al College of the Atlantic a Bar Harbor nel Maine, e si è laureata in antropologia al Radcliffe College dell'Università di Harvard nel 1984.
Nel settembre 2007, ha subito un attacco di paralisi di Bell.

### Carriera
Nel 1991, mentre lei e il collega Allan Nairn seguivano e documentavano il movimento indipendentista di Timor Est, sono stati duramente picchiati dai soldati indonesiani dopo aver assistito ad una strage di manifestanti timoresi, che divenne tristemente nota come Massacro di Dili.
Nel 1998 ha documentato insieme a Jeremy Scahill il ruolo della Chevron Corporation nello scontro tra l'esercito nigeriano e gli abitanti di un villaggio, che avevano sequestrato alcune piattaforme petrolifere e altre attrezzature appartenenti a società petrolifere, accusate di contaminare la loro terra. Durante lo scontro due abitanti del villaggio sono rimasti uccisi e altri 11 sono rimasti feriti Il documentario realizzato da Amy Goodman e dai suoi colleghi, Drilling and Killing: Chevron and Nigeria's Oil Dictatorship, ha vinto il George Polk Award nel 1998.
Nel settembre 2016, ha seguito le proteste del Dakota Access Pipeline nella Contea di Morton (Dakota del Nord). Il filmato del suo rapporto "mostrava il personale di sicurezza che spruzzava pepe e attaccava i manifestanti con cani addestrati". Dopo la messa in onda del filmato, è stata accusata dal procuratore di stato Ladd Erickson di violazione di domicilio e sommossa, ottenendo un mandato di arresto. Erickson dichiarava che la Goodman ha agito come "un manifestante" piuttosto che come giornalista, poiché "Tutto ciò che ha riferito era atto a giustificare le azioni di protesta".
Amy Goodman si è consegnata spontaneamente il 17 ottobre, affermando che avrebbe combattuto le accuse come una "chiara violazione" del Primo Emendamento, che garantisce libertà di stampa. È stata sostenuta dal Comitato per la protezione dei giornalisti. Steve Andrist, direttore esecutivo della North Dakota Newspaper Association, ha anche espresso preoccupazione per il fatto che un giornalista fosse una delle uniche due persone coperte da un mandato di arresto dal giorno in questione. Il 17 ottobre 2016, il caso è stato archiviato non avendo trovato alcuna causa probabile a sostegno di alcuna accusa.

### Democracy Now!
È stata direttrice del notiziario della stazione Pacifica Radio WBAI a New York per più di un decennio, per poi co-fondare nel 1996 il notiziario Democracy Now! The War and Peace Report. il professore e critico Robert McChesney ha definito Democracy Now! come "il notiziario progressista probabilmente più significativo tra quelli nati negli ultimi anni".
Nel 2001 la trasmissione è stata temporaneamente interrotta, a seguito di divergenze sulla direzione della stazione tra alcuni membri del consiglio di Pacifica Radio, membri dello staff e ascoltatori. Durante questo periodo, la redazione si è trasferita in una caserma dei pompieri convertita, da cui ha trasmesso dal gennaio 2002 per quasi otto anni, fino al 13 novembre 2009. Democracy Now! successivamente si è trasferito in uno studio situato nel quartiere Chelsea di Manhattan.
Amy Goodman attribuisce il successo del programma all'"enorme nicchia" lasciata dai media tradizionali a causa dell'oscuramento da parte delle grandi organizzazioni.
Durante la Convention nazionale repubblicana del 2008 a Saint Paul, nel Minnesota, molti colleghi di Amy di Democracy Now! sono stati arrestati e detenuti dalla polizia mentre stavano riprendendo la protesta contro la guerra fuori dal RNC. Durante il tentativo di accertare lo stato dei suoi colleghi, Amy è stata a sua volta arrestata, trattenuta, accusata di ostacolare un processo legale e interferire con un agente di polizia. Successivamente anche i produttori, tra cui il giornalista Sharif Abdel Kouddous, sono stati arrestati. Gli arresti dei produttori sono stati filmati. Lo staff è stato successivamente rilasciato e il procuratore della città John Choi ha dichiarato che le accuse sarebbero state ritirate. Amy Goodman ha intentato una causa civile federale contro i dipartimenti di polizia di St. Paul e Minneapolis e i servizi segreti per gli arresti ritenuti illegali. Le agenzie hanno raggiunto un accordo di $ 100 000 e hanno accettato di istruire gli ufficiali sui diritti del Primo Emendamento dei membri della stampa e del pubblico.

## Premi e riconoscimenti

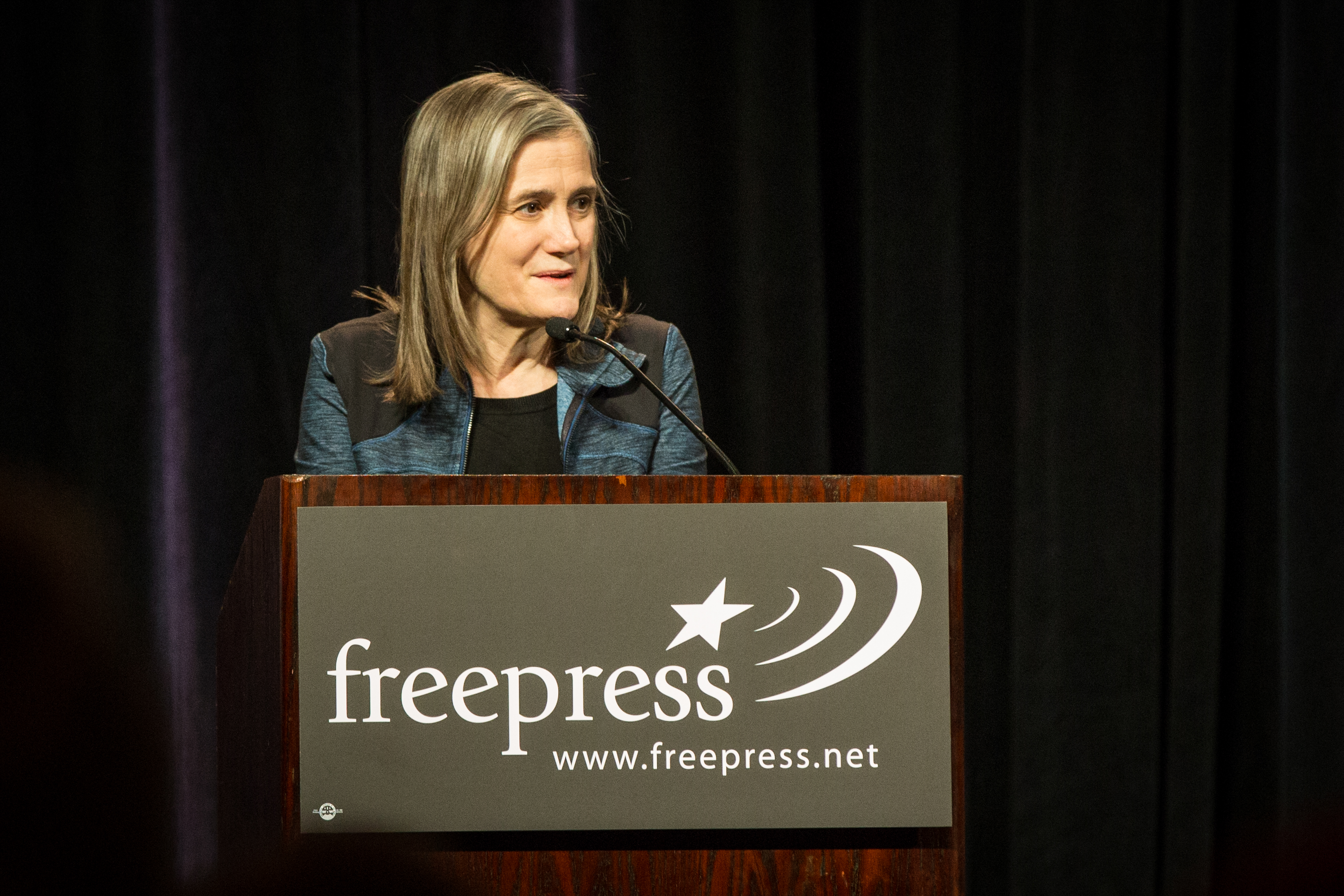
Amy Goodman di Democracy Now tiene un discorso alla Conferenza nazionale per la riforma dei media del 2013 a Denver, in Colorado.

Ha ricevuto svariati premi per il suo lavoro, tra cui il Robert F. Kennedy Awards for Excellence in Journalism nel 1993 e il George Polk Awards nel 1998. Nel 1999 ha rifiutato l'Overseas Press Club in segno di protesta contro l'impegno del gruppo a non porre domande all'ambasciatore Richard Holbrooke, relatore principale, e perché l'OPC stava onorando l'Indonesia per il miglioramento ai trattamenti dei giornalisti, nonostante le forze armate avevano recentemente picchiato e ucciso dei giornalisti durante l'Occupazione indonesiana di Timor Est.
Ha ricevuto il Joe A. Callaway Award for Civic Courage nel 2001. Il 2 ottobre 2004, il Consiglio sulle relazioni americano-islamiche (CAIR) le ha conferito l'Islamic Community Award for Journalism. Il 18 novembre 2004 le è stato conferito il Thomas Merton Award e nel 2006 ha ricevuto il Puffin/Nation Prize for Creative Citizenship.
Amy Goodman ha ricevuto il Right Livelihood Award nel 2008. La fondazione ha citato il suo lavoro nello "sviluppo di un modello innovativo di giornalismo politico, realmente indipendente, che porta a milioni di persone voci alternative che sono spesso escluse dai media mainstream". Il 31 marzo 2009, insieme a Glenn Greenwald, ha ricevuto il primo Izzy Award per "risultati speciali nei media indipendenti".
Nel maggio 2012, ha ricevuto una Laurea honoris causa in lettere dalla DePauw University come riconoscimento per il suo lavoro giornalistico. Ha anche ricevuto il Premio Gandhi per la pace, per un "contributo significativo alla promozione di una pace internazionale duratura". Il 16 maggio 2014, ha ricevuto un'altra laurea honoris causa in lettere dal SUNY Purchase College, come riconoscimento per il suo giornalismo progressista.
Nel febbraio 2015, lei e Laura Poitras hanno ricevuto il 2014 IF Stone Lifetime Achievement Award dalla Nieman Foundation for Journalism di Harvard.
Nel 2016, lei e Democracy Now! (insieme a Laura Gottesdiener, John Hamilton e Denis Moynihan) hanno ricevuto un Sigma Delta Chi Award per l'eccellenza nel giornalismo dalla Society of Professional Journalists nella categoria Breaking News Coverage per il loro articolo, "Standoff a Standing Rock: epica resistenza dei nativi al Dakota Access Pipeline".
Il 14 febbraio 2019, lei e altri hanno ricevuto il premio Frederick Douglass 200 ed è stata premiato presso la Biblioteca del Congresso di Washington. Il premio Frederick Douglass 200 è un progetto delle Frederick Douglass Family Initiatives e dell'Antiracist Research and Policy Center presso l'American University di Washington.

### Annotazioni
1. ↑  Steven N. Goodman è un noto professore di epidemiologia e medicina presso la Stanford School of Medicine.